# Dansam (Berg)
Der Dansam (auch K13 oder Dansam Peak) ist ein 6666 m hoher Berg im Westen der Saltoro-Berge, einem Teilgebirge des Karakorumgebirges. 

## Lage
Der Dansam liegt in der umstrittenen Grenzregion zwischen dem pakistanischen Sonderterritorium Gilgit-Baltistan (die früheren Nordgebiete) und der indischen Kaschmirregion im Südwesten des Siachengletschers.
Der Berg bildet die höchste Erhebung eines Bergkamms, der zwischen den Flusstälern von Kondus im Nordwesten und Dansam im Süden und Osten verläuft. Der Dansam befindet sich knapp 24 km südsüdwestlich des Saltoro Kangri (7742 m), dem höchsten Punkt der Saltoro-Berge, sowie 21 km westlich des Chumik (6754 m), der den Dominanz-Bezugspunkt darstellt.

## Besteigungsgeschichte
Nachdem das Gebiet über 40 Jahre lang in einer gesperrten Zone lag, waren bis 2021 keine Besteigungen dokumentiert. Am 30. Juni 2021 gelang einer französischen Gruppe, bestehend aus Jerome Sullivan, Victor Saucede und Jeremy Stagnetto die Besteigung über die Nordseite (Route "Harvest Moon", 1.00m, WI6, M6). Eigenen Angaben zufolge fanden sie ca. 20m unterhalb des Gipfels Seilreste, die an einem Bohrhaken befestigt waren. Dies lässt darauf schließen, dass eine frühere japanische Expedition ebenfalls den Gipfel erreichte. Aufgrund der Position der Seilreste ist jedoch davon auszugehen, dass deren Anstieg über die Südwand erfolgte. Da das Tal zum Zeitpunkt der früheren Expedition offiziell noch gesperrt war, liegen hierzu auch keine weiteren Details vor.